# 에두아르두 페후 호드리게스

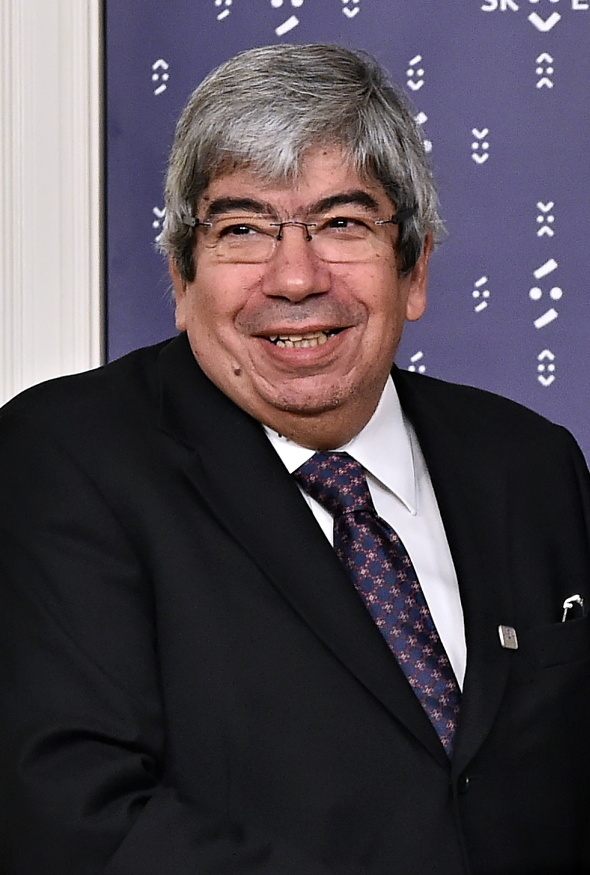
에두아르두 페후 호드리게스

에두아르두 루이스 바헤투 페후 호드리게스(포르투갈어: Eduardo Luís Barreto Ferro Rodrigues, 1949년 11월 3일 ~ )는 포르투갈의 경제학자, 정치인으로 2015년 이래 국회의장이다. 그는 안토니우 구테흐스 내각의 사회보장부 장관 및 공공사업부 장관을 역임한 바 있다.

## 어린 시절과 교육
리스본에서 태어났으며, 리스본 대학교의 ISEG에서 경제학 면허학위를 취득했다. 현재는 ISCTE - 리스본 대학 연구소에서 경제학 교수로 활동하고 있다.

## 정치 경력
2002년 사회당의 사무총장으로 선출되어 2년을 재직했다. 2004년 7월 9일 조제 마누엘 바호주 총리가 유럽연합 집행위원장으로 임명되면서 총리직을 사임하게 되었는데, 이 때 조르즈 삼파이우 대통령이 조기 총선을 실시하지 않겠다는 결정을 내렸고, 페후 호드리게스는 이에 대한 책임으로 사무총장직을 사임했다. 사임 후 OECD의 포르투갈 대표부 대사가 되었다.
총선 후인 2015년 10월 23일 사회당, 공산당, 좌파전선의 국회의장 단일후보로 선출되었으며, 원내 투표에서 120표를 얻어 108표를 얻은 중도우파 여당연합 후보를 누르고 신임 국회의장으로 선출되었다.

## 사생활
마리아 필로메나 로페스 페이쇼투 지 아길라르와 결혼했으며, 슬하에 1남(조앙 루이스 지 아길라르 페후 호드리게스)과 1녀(히타 페후 호드리게스)를 두고 있다. 딸은 현재 텔레비전 진행자로 활동 중이다.